# Cheirogaleus sibreei
Lêmure-anão-de-Sibree (Cheirogaleus sibreei) é uma espécie  de banana da família Cheirogaleidae. Endêmica de Madagascar, é conhecida apenas por três espécimes de coleções de museus coletadas em três localidades distintas na região central da ilha. Um estudo publicado em 2010, sugeriu que a área de distribuição da espécie é muito limitada, estando restrita à áreas de altitude elevada entre os rios  Jibri  e região que inclui duas localidades onde a espécie foi registrada, Ankeramadinika (localidade-tipo) e Tsinjoarivo.